# C21orf33
C21orf33 (англ. Chromosome 21 open reading frame 33) — білок, який кодується однойменним геном, розташованим у людей на короткому плечі 21-ї хромосоми. Довжина поліпептидного ланцюга білка становить 268 амінокислот, а молекулярна маса — 28 170.
| 10         |  | 20         |  | 30         |  | 40         |  | 50         |
| ---------- |  | ---------- |  | ---------- |  | ---------- |  | ---------- |
| MAAVRVLVAS |  | RLAAASAFTS |  | LSPGGRTPSQ |  | RAALHLSVPR |  | PAARVALVLS |
| GCGVYDGTEI |  | HEASAILVHL |  | SRGGAEVQIF |  | APDVPQMHVI |  | DHTKGQPSEG |
| ESRNVLTESA |  | RIARGKITDL |  | ANLSAANHDA |  | AIFPGGFGAA |  | KNLSTFAVDG |
| KDCKVNKEVE |  | RVLKEFHQAG |  | KPIGLCCIAP |  | VLAAKVLRGV |  | EVTVGHEQEE |
| GGKWPYAGTA |  | EAIKALGAKH |  | CVKEVVEAHV |  | DQKNKVVTTP |  | AFMCETALHY |
| IHDGIGAMVR |  | KVLELTGK   |  |            |  |            |  |            |

A: Аланін

C: Цистеїн

D: Аспарагінова кислота

E: Глутамінова кислота

F: Фенілаланін

G: Гліцин

H: Гістидин

I: Ізолейцин

K: Лізин

L: Лейцин

M: Метіонін

N: Аспарагін

P: Пролін

Q: Глутамін

R: Аргінін

S: Серин

T: Треонін

V: Валін

W: Триптофан

Задіяний у таких біологічних процесах, як ацетилювання, альтернативний сплайсинг. 
Локалізований у мітохондрії.